# Tmarus plurituberculatus
Tmarus plurituberculatus là một loài nhện trong họ Thomisidae.
Loài này thuộc chi Tmarus. Tmarus plurituberculatus được Cândido Firmino de Mello-Leitão miêu tả năm 1929.